# Carva
Carva é uma povoação portuguesa do Município de Murça que foi sede da extinta Freguesia de Carva, freguesia que tinha 15,23 km² de área e 269 habitantes (2011), e, por isso, uma densidade populacional de 17,7 hab/km².
A Freguesia de Carva foi extinta (agregada) pela reorganização administrativa de 2012/2013, tendo o seu território sido agregado ao da Freguesia de Vilares para criar a Freguesia de Carva e Vilares.

## Caracterização
Carva fica situada no extremo ocidental do Município de Murça, no limite com os vizinhos Municípios de Vila Pouca de Aguiar e de Alijó. Insere-se na chamada Terra Fria, entre as serras de Escarão e da Barrela. 
Estamos em presença de um território que teve nítida ocupação pré-histórica. O povoado fortificado de Souto de Escarão, de datação indeterminada, erguia-se no topo de um proeminente maciço granítico, a mais de mil metros de altura. O recinto, de pequenas dimensões, era defendido por uma muralha de configuração sub-circular. À superfície do solo, detetaram-se alguns fragmentos de cerâmica manual lisa, percutores e moinhos. Do local, era visível uma parte do vale do rio Pinhão e da região envolvente.

## História
Os pergaminhos históricos de Carva são relevantes. Recebeu foral de D. Sancho II em 1224, embora tenha sido autenticada apenas no reinado seguinte (D. Afonso III, 1268). Já então existia aqui uma municipalização rudimentar, isto se o objetivo não era desenvolver uma terra então muito despovoada. Tiveram papel importante na atribuição do foral os Sousãos. Foi Vasco Mendes, o governador da terra de Jales, o primeiro confirmante do documento. Em 31 de dezembro de 1853, S. Sebastião de Carva saiu do concelho de Alfarela de Jales, por extinção do mesmo, e transitou para o de Murça.
Segundo as Memórias Paroquiais de 1758, Carva estava integrada no termo da vila de Alfarela de Jales. Em termos de património edificado, uma primeira palavra para a Igreja Paroquial de Carva, ou Igreja de Santa Bárbara e S. Sebastião. É um modesto templo em pedra, de fachada em empena, coroada por uma cruz e dois pináculos. A torre sineira está do lado direito da fachada, mas a alguns metros de distância. Segundo as Memórias Paroquiais de 1758, «a igreja tinha orado de São Sebastião e três altares, o de São Sebastião, o de Nossa Senhora da Anunciação e outro do Senhor Jesus.»

## Atividades económicas
As principais atividades económicas são a agricultura, a pecuária, a exploração florestal, a indústria de artefactos de cimento e comércio e serviços. Os seus habitantes dedicam-se principalmente ao cultivo de centeio e batata, à criação de gado bovino e caprino, e à apicultura.

## Festividades
Celebra-se o dia de N.ª Sra. de Fátima no domingo mais próximo a 13 de maio. Também se comemora o Santo António em 13 de junho. A festa dos padroeiros da Carva, S.ª Bárbara e S. Sebastião, caem no 1º Domingo de Agosto e de Setembro, respetivamente.
A Capela de Santa Bárbara, a Capela de Nossa Senhora das Dores, a Capela de Nossa Senhora da Guia, a Capela de S. Bento e a Capela de Santo António são outros dois templos da freguesia com algum interesse histórico e arquitetónico. Relevante é também a Fonte de Mergulho da Poça.
Adossada a um muro de alvenaria de xisto, é uma fonte constituída por caixa de água de planta retangular. A fachada principal é em alvenaria de xisto, sendo rasgada por vão em arco de volta perfeita. Um tanque retangular ocupa todo o interior. Terá sido construída no século XIX. No âmbito da conservação e restauro das fontes de mergulho do concelho, foi restaurada no último ano do século XX. É um testemunho importante da forma como este tipo de estruturas estava presente no dia a dia das populações rurais, não só nesta como nas outras freguesias da região. A chamada Fonte Velha tem a mesma função. É uma fonte de mergulho, com caixa de água de planta retangular, com face frontal terminada em empena reta e rasgada por arco de volta perfeita. Data também do século XIX.

## Património cultural construído
- Castro de Escarão
- Igreja Matriz

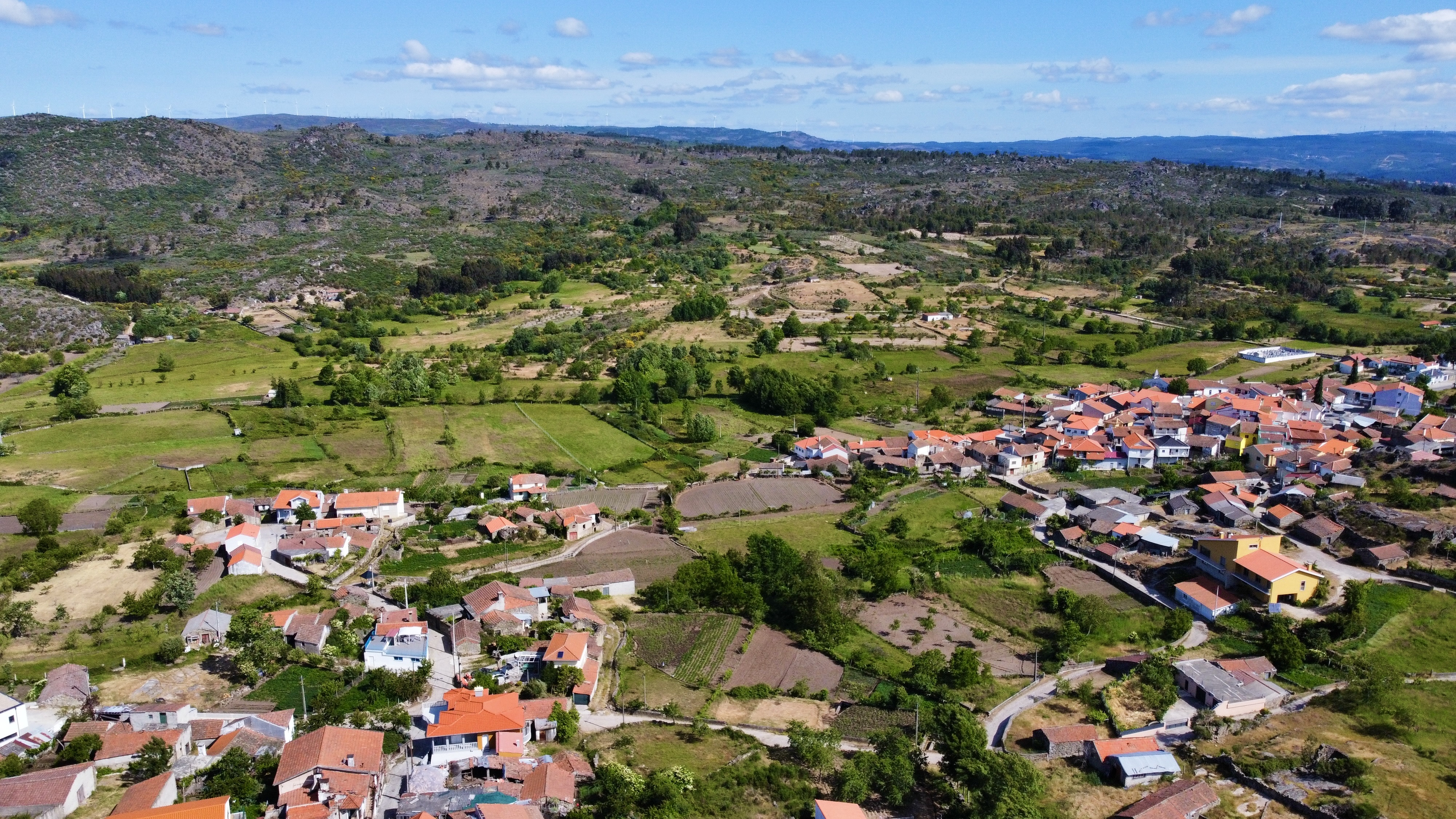
Maio 2023

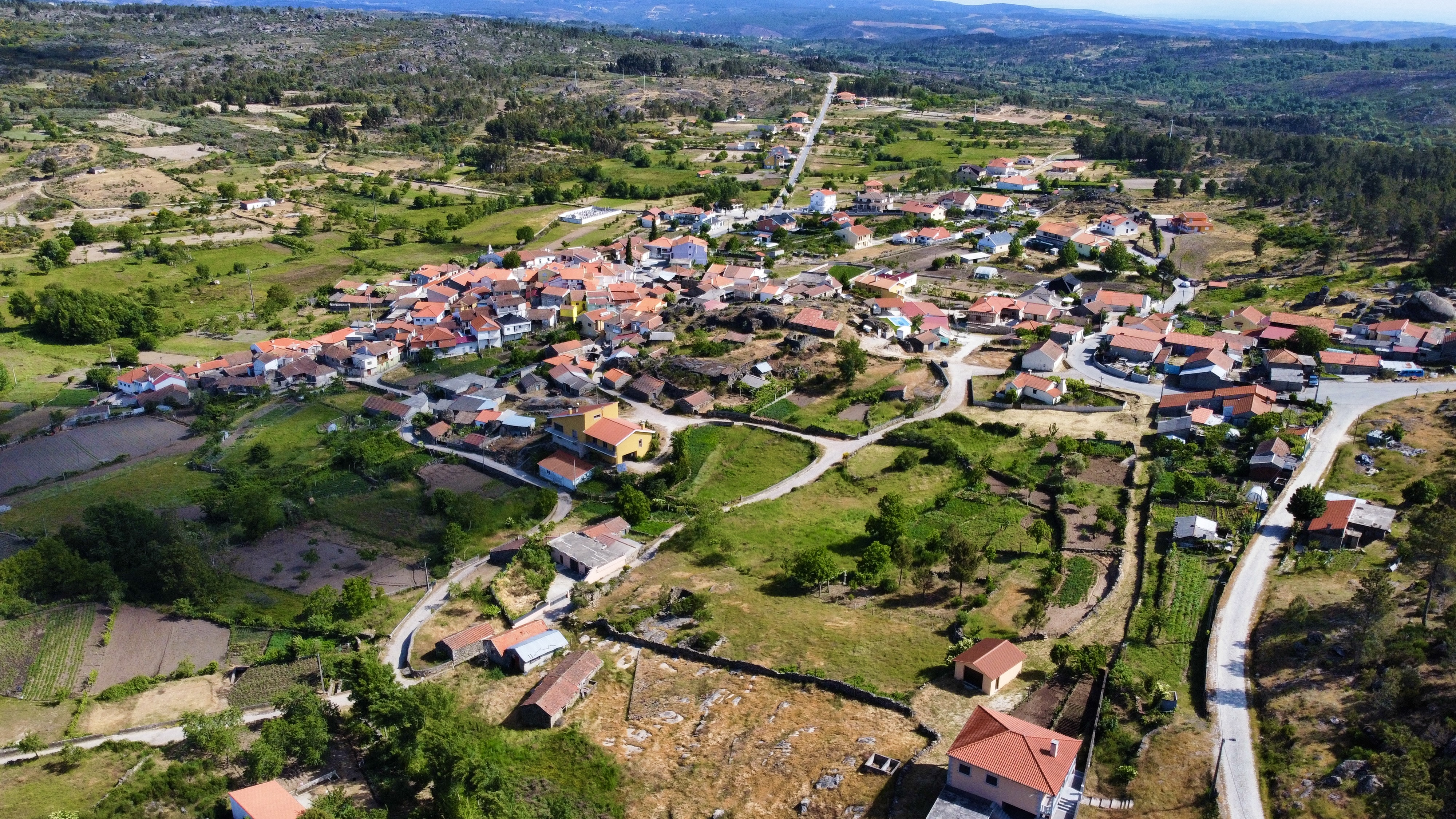
Maio 2023

- Capelas de Santa Bárbara, de N.ª S.ª das Dores, de S. Bento, de Santo Antão, de N.ª S.ª da Guia e de Santo António (Cortinhas)
- Espigueiro (Cortinhas)
- Relógio de Sol (Cortinhas)
- Cruzeiros e Cesteiras
- Fonte Velha (Cortinhas)
- Fontes do Enchido, da Poça e da Cane
- Coreto

## Clima
O clima é muito frio no inverno e muito quente no verão.

## População
| Número de habitantes | Número de habitantes | Número de habitantes | Número de habitantes | Número de habitantes | Número de habitantes | Número de habitantes | Número de habitantes | Número de habitantes | Número de habitantes | Número de habitantes | Número de habitantes | Número de habitantes | Número de habitantes | Número de habitantes |
| -------------------- | -------------------- | -------------------- | -------------------- | -------------------- | -------------------- | -------------------- | -------------------- | -------------------- | -------------------- | -------------------- | -------------------- | -------------------- | -------------------- | -------------------- |
| 1864                 | 1878                 | 1890                 | 1900                 | 1911                 | 1920                 | 1930                 | 1940                 | 1950                 | 1960                 | 1970                 | 1981                 | 1991                 | 2001                 | 2011                 |
| 456                  | 387                  | 413                  | 397                  | 400                  | 409                  | 450                  | 546                  | 583                  | 624                  | 481                  | 389                  | 287                  | 256                  | 269                  |

(Obs.: Número de habitantes "residentes", ou seja, que tinham a residência oficial neste concelho à data em que os censos  se realizaram.)

## Cortinhas
As Cortinhas é uma pequena povoação que quadruplica o número de habitantes na 1.ª semana de Agosto, altura da festa que honra a sua padroeira. A sua população dedica-se maioritariamente à agricultura de centeio e batata. Também produz castanha e dedica-se, em paralelo, à criação de gado bovino e caprino. Como património arquitetónico destaca-se o seu espigueiro e o relógio de sol. Tem uma capela cujo orago é Santo António.